# 殉愛 (1988年のテレビドラマ)
『殉愛』（じゅんあい）は、1988年3月28日 - 4月29日にTBS「花王 愛の劇場」枠にて放送された昼ドラマである。

## 概要
- 松井須磨子と島村抱月。新劇黎明期を背景に演出家の妻と奔放な女優の激しい争いを女優・栗原小巻の一人二役で描く。

## キャスト
- 松井須磨子、島村いち子（抱月の妻）：栗原小巻（二役）
- 島村抱月：伊藤孝雄
- 相馬黒光：小林哲子
- 菅生隆之
- 渋谷哲平
- 滝田裕介
- 原田清人
- 新田昌玄
- 野路由紀子
- 伊東達広
- 川上夏代
- 麻木久仁子
- 楠見彰太郎

## スタッフ
- 演出 - 真船禎
- 脚本 - 吉田剛
- 美術 - 橋本潔
- 制作 - 松竹テレビ室